# Jo Eirik Asvall
Jo Eirik Asvall (* 24. Juni 1931 in Drammen bei Oslo; † 10. Februar 2010 in Frederiksberg bei Kopenhagen) war ein norwegischer Arzt. Er war Regionaldirektor der Weltgesundheitsorganisation für die Region Europa von 1985 bis 2000  und Leiter des dänischen Rehabilitations- und Forschungszentrums für Folteropfer von 2001 bis 2005.

## Werdegang
Jo E. Asvall studierte Medizin an der Universität Oslo und erhielt 1956 die Zulassung als Arzt. Danach war er in Nordnorwegen im Krankenhaus von Tromsø sowie in Vikna ärztlich tätig.
Asvall begann seine Laufbahn bei der WHO 1959, nachdem er seinen Militärdienst im Forschungszentrum der norwegischen Luftwaffe beendet hatte. Von 1959 bis 1963 war er Teamleiter der ersten nationalen Projekte der WHO zur Ausrottung von Malaria in Afrika und arbeitete in Togo und Dahomey.
1963 kehrte er nach Norwegen zurück, um als klinischer Onkologe an der norwegischen Strahlenklinik Radiumhospitalet in Oslo zu arbeiten  und an der der Entwicklung des norwegischen Krebsregisters mitwirkte. 1969 erwarb er einen Master-Abschluss in Public Health an der Johns Hopkins University. Von 1971 bis 1976 war er in der Krankenhausabteilung des norwegischen Sozialministeriums tätig und koordinierte dort unter anderem die Entwicklung des ersten nationalen Krankenhausentwicklungsplans Norwegens, der 1975 vom Storting verabschiedet wurde.
Anschließend übernahm Asvall beim Europa-Büro der WHO in Kopenhagen die Position eines regionalen Programmmanager für nationale Gesundheitsplanung und -bewertung. 1985 wurde er zum Regionaldirektor für die Region Europa gewählt. Diese Position hatte er zum Jahr 2000 inne.
Nach seinem Ausscheiden aus der WHO war Jo Asvall von 2001 bis 2005 medizinischer Leiter des dänischen Rehabilitations- und Forschungszentrums für Folteropfer RCT (heute DIGNITY - Dänisches Institut gegen Folter) und arbeitete weiterhin als Berater für die WHO.

## Würdigung
In seiner Zeit als Regionaldirektor für die Region Euro trug J.E. Asvall unter anderem Mitverantwortung für die Ausarbeitung und Verbreitung des globalen Rahmenkonzeptes Gesundheit für alle der WHO, verabschiedet im Mai 1998 von der Weltgesundheitsversammlung.
In diesem Zusammenhang kam es zu wichtigen Public Health-Vereinbarungen, u. a. der
- Ottawa-Charta zur Gesundheitsförderung (1986)
- Europäischen Charta zu Umwelt und Gesundheit (1989)[7]
- Deklaration von St. Vincente zur Verbesserung der Versorgung bei Diabetes mellitus (1989)[8]
- Charta von Ljubljana über die Reformierung der Gesundheitsversorgung (1996).[9]

## Ehrungen (Auswahl)
- 1988: Salomon-Neumann-Medaille der Deutschen Gesellschaft für Sozialmedizin und Prävention